# Підаєв Андрій Володимирович
Підаєв Андрій Володимирович, доктор медичних наук, професор; Національна медадемія академія післядипломної освіти ім. П.Шупика, професор кафедри терапії.
Народився 04.09.1961 (місто Сімферополь); росіянин; дружина Ірина Львівна; дочка Олена.
Освіта: Кримський медичний інститут (1984), «Лікарська справа»; ординатуру там же.
- 1984—1991 — дільничний терапевт поліклініки № 2, терапевт лікарні № 7, клін. ординатор факультету післядипломної підготовки лікарів при Кримському медичному інституті, лікар ультразвукової діагностики.
- 1991—1995 — заступник головного лікаря Центру охорони материнства та дитинства, головний лікар Кримського республіканського діагностичного центру
- 08.1995-11.2002 — міністр охорони здоров'я Автономної Республіки Крим.
- 30.11.2002-03.02.2005 — Міністр охорони здоров'я України[1][2].

Почесна грамота Кабінету Міністрів України (07.2001).
Заслужений лікар України.
Автор близько 40 наукових праць.

## Перелік ключових публікацій
- Швець Н.І., Підаєв А.В., Бенца Т.М., Миронець В.І., Федорова О.О., Маланчук Т.О. Еталони практичних навиків з терапії // Навчально-методичний посібник.- К.: Главмеддрук.- 2005.- 540 с.
- Швец Н. И., Пидаев А.В., Бенца Т.М., Федорова О.А., Миронец В.И. Неотложные состояния в клинике внутренней медицины // Учебное пособие. – Киев. – 2006. - 752 с.
- Швец Н.И., Пидаев А.В., Бенца Т.М. Диагностика, лечение, иммунопрофилактика гриппа и других острых респираторных вирусных инфекций // Учебное пособие. – Киев. – 2009. – 224 с.
- Діагностика і стандарти лікування захворювань органів дихання в практиці терапевта / Н. І. Швець, А. В. Підаєв, О. О. Федорова, О. А. Пастухова: навч. посіб. – Вінниця: ТОВ «Меркьюрі-Поділля», 2011. – 632 с.

## Джерело
- Довідка